# Prunus glandulosa
Prunus glandulosa là loài thực vật có hoa trong họ Hoa hồng. Loài này được (Hook.) Torr. & A. Gray miêu tả khoa học đầu tiên năm 1840.

## Hình ảnh

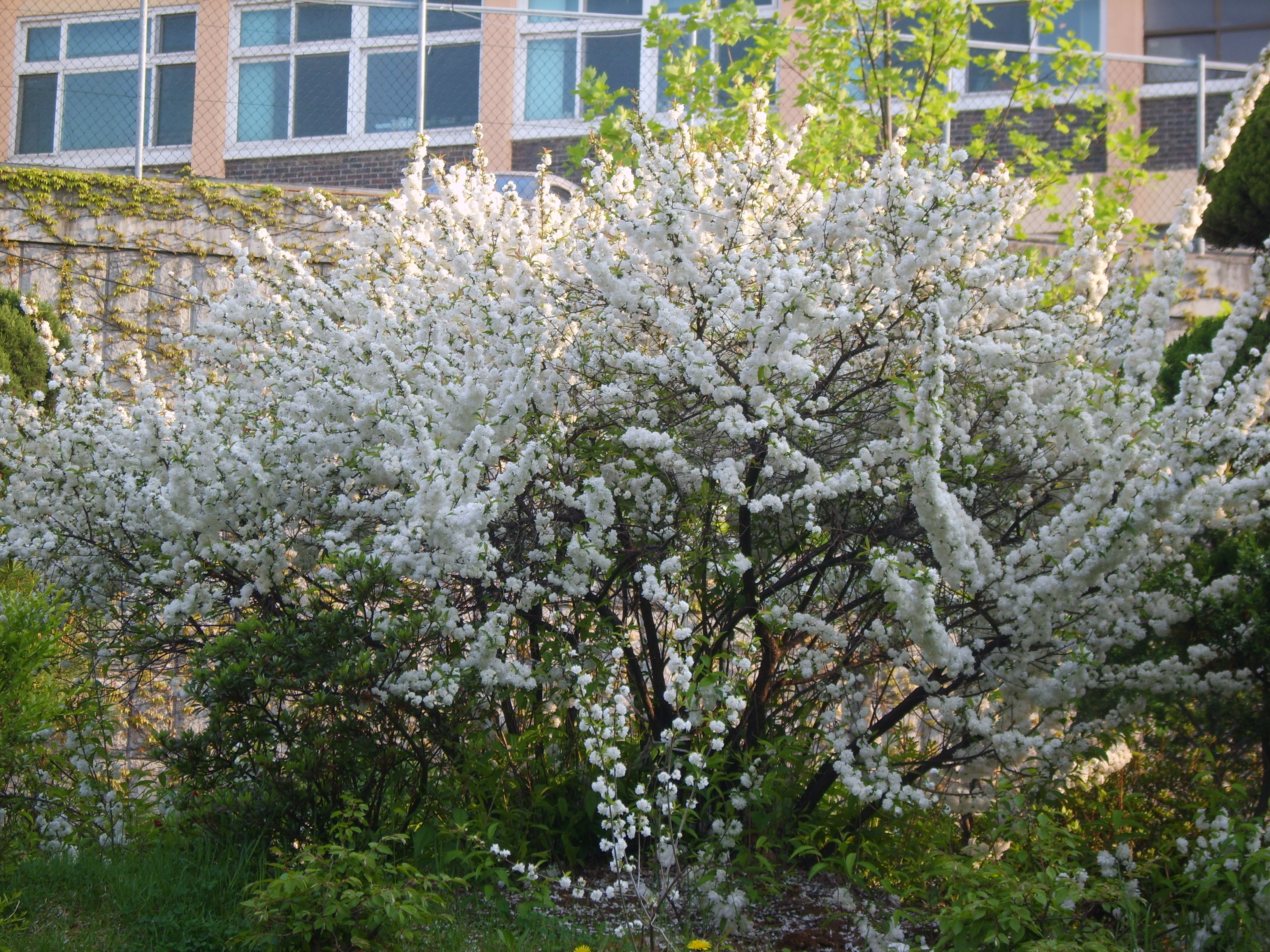
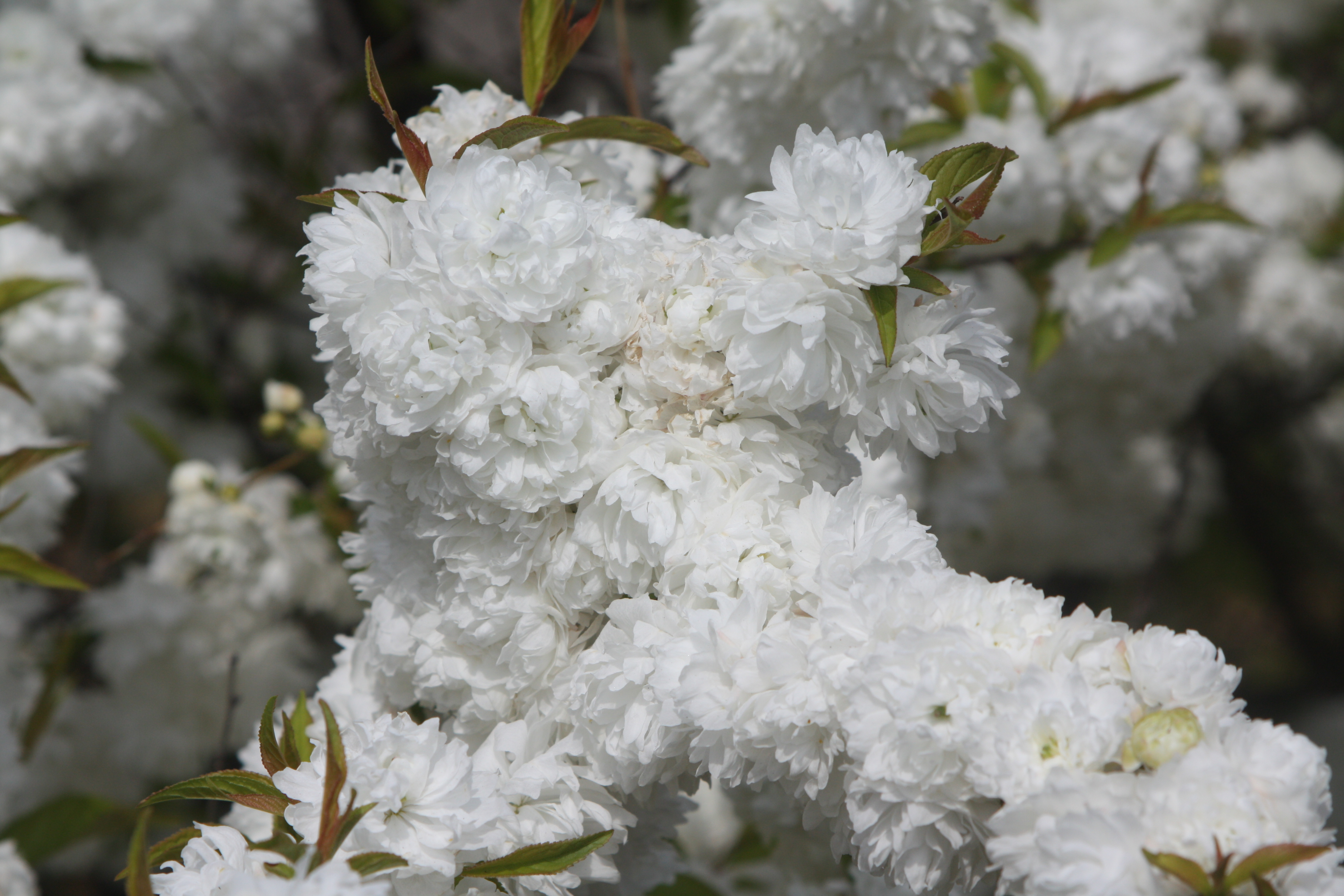
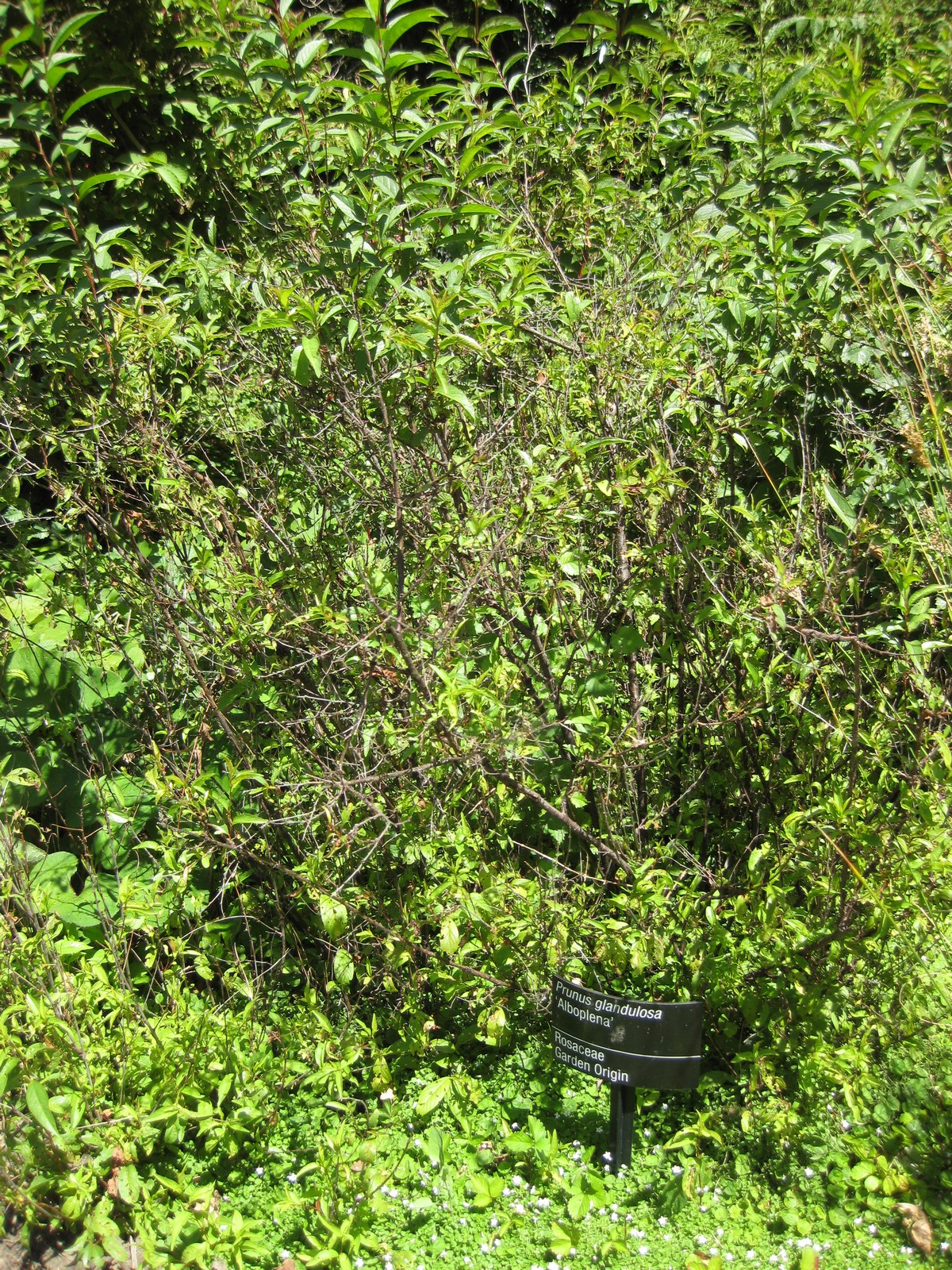
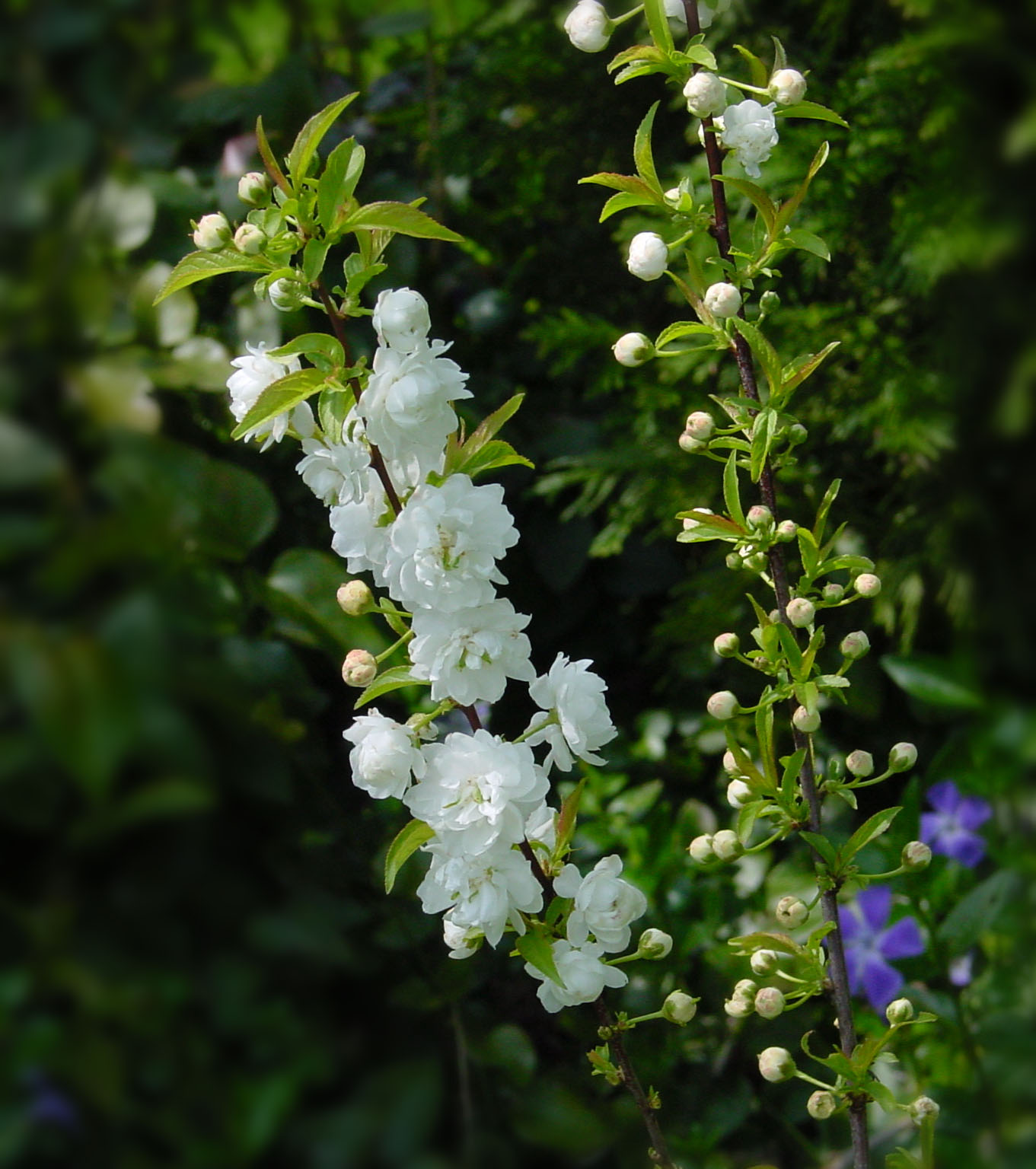